# Fleury, Pas-de-Calais
Fleury är en kommun i departementet Pas-de-Calais i regionen Hauts-de-France i norra Frankrike. Kommunen ligger i kantonen Heuchin som tillhör arrondissementet Arras. År 2022 hade Fleury 106 invånare.

## Befolkningsutveckling
Antalet invånare i kommunen Fleury
| Referens: INSEE |